# Mordellina gutianshana
Mordellina gutianshana là một loài bọ cánh cứng trong họ Mordellidae. Loài này được Fan & Yang miêu tả khoa học năm 1995.